# Ascogaster similis
Ascogaster similis är en stekelart som först beskrevs av Christian Gottfried Daniel Nees von Esenbeck 1816.  Ascogaster similis ingår i släktet Ascogaster och familjen bracksteklar. Inga underarter finns listade.